# Lockheed P-38 Lightning
El Lockheed P-38 “Lightning” (llampec en anglès) era un caça pesant americà, amb una estranya aparença per a l'època en què va ser construït. Va ser l'únic caça de la USAAF que va servir durant tot el període de la Segona Guerra Mundial, en què va demostrar les seves aptituds en el front del Pacífic i en el front europeu. Tot i no començar amb bon peu, després va ser conegut com a Der Gabelschwanzteufel (el dimoni de dues cues).

## Història
La Lockheed Corporation va dissenyar el P-38, en resposta a la demanda de l'Exèrcit dels Estats Units, en la circular X-608, del febrer de 1937, en què es demanava un interceptor de cota alta, que arribés als 580 km/h i pogués pujar fins als 6.100 m en 6 min, i a més que fos capaç “d'interceptar i combatre els avions enemics a cotes altes”. També havia d'estar equipat amb el motor Allison V-1710.
De bon començament, ja es va pensar en un aparell bimotor, i la millor manera que se'ls va ocórrer va ser la d'unir dos fuselatges per les ales i el timó de profunditat de cua, amb la cabina de control i l'armament en una góndola central. Per això es va construir el prototip anomenat model 22, que va aixecar el vol per primer cop el 27 de gener de 1939, des del camp de March Field pilotat pel tinent Benjamin S. Kelsey. El primer vol no va ser satisfactori, ja que es van presentar problemes tècnics, que es van anar solucionant en els vols successius. No obstant això va demostrar àmpliament les seves aptituds.

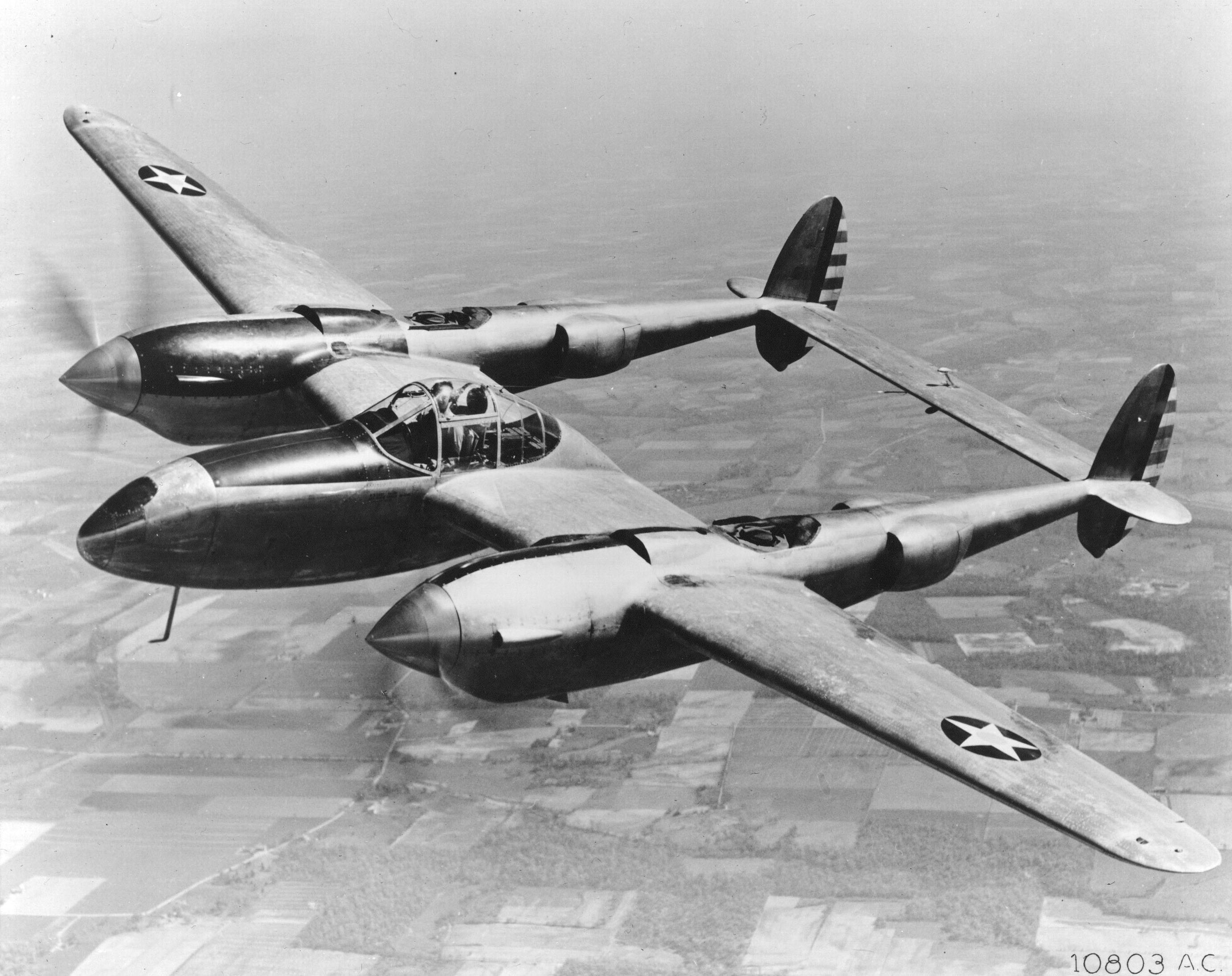
Foto de l'arxiu dels E.U. d'un dels prototips YP-38

L'exèrcit va decidir continuar amb els assajos i va encarregar 13 aparells amb la denominació YP-38 el 27 d'abril de 1939 amb un preu de 134.284 dòlars de l'època, per sotmetre'ls a proves d'avaluació. El primer YP-38 no va estar llest fins a setembre de 1940, i va realitzar el primer vol el 17 de setembre. El darrer aparell es va lliurar el juny de 1941. Un d'aquests aparells es va destinar per fer proves destructives de resistència.
L'agost de 1939 l'exèrcit va fer una comanda de 30 aparells més, aquesta vegada amb la denominació de P-38D, que ja anaven equipats amb diverses millores, i van ser els primers caces operatius. Entre aquestes millores es poden incloure l'armament format per quatre metralladores Browning de 12,7 mm i un canó Madsen de 23 mm, a part de modificacions en els timons, que milloraven l'estabilitat.
A causa de les altes velocitats a què arribaven sovint molt pròximes a la velocitat del so, principalment en les maniobres de picat, el P-38 presentava una falla de control causada pel con de compressió de l'aire que es forma just abans de superar aquesta velocitat. Al formar-se aquest con deixava sense aire les superfícies de control de vol i això va provocar diversos accidents fatals. Per tal de solucionar aquest problema es van provar diferents coses que no van donar el resultat adient fins que, al final de la guerra, es va trobar la solució instal·lant aerofrens a la part inferior de les ales.
Els anglesos i francesos van fer una comanda de 667 unitats del mateix avió però sense sobrealimentació el maig de 1940, tot i que, amb el problema del baix octanatge de la benzina europea, quedava molt per sota del rendiment esperat. El model francès va ser conegut com a Model 322F, i el model anglès com a Model 322B. No obstant això, el sobrenom de Lightning és anglès, ja que els americans l'havien batejat com Atalanta. Com que no resultaven operatius a ulls europeus, van ser retornats a Lockheed i reabsorbits per la USAAF com aparells d'entrenament per diverses reformes i proves. A més, amb motiu de l'atac de Pearl Harbor, també van servir per a la defensa.
Es van anar fent diferents modificacions que van anar donant lloc a diversos models utilitzant-se també per a fotografia aèria i com a bombarder. El darrer model fabricat fou el P-38 M, que estava configurat per a ser utilitzat com a aparell de caça nocturna. També s'ha de destacar que els darrers aparells lliurats per la fàbrica Lockheed de Burbank (Comtat de Los Angeles), Califòrnia, sortien sense pintar. Cosa que en un principi semblava un desavantatge, quant a la visibilitat, després es tornava un avantatge per ser més lleugers i, per tant, més ràpids i maniobrables.
Pilotant aquest avió, el 31 de juliol de 1944 va desaparèixer l'aviador i escriptor francès Antoine de Saint-Exupéry, quan sobrevolava el Mediterrani en una missió d'observació a la costa sud francesa.

## Detalls constructius

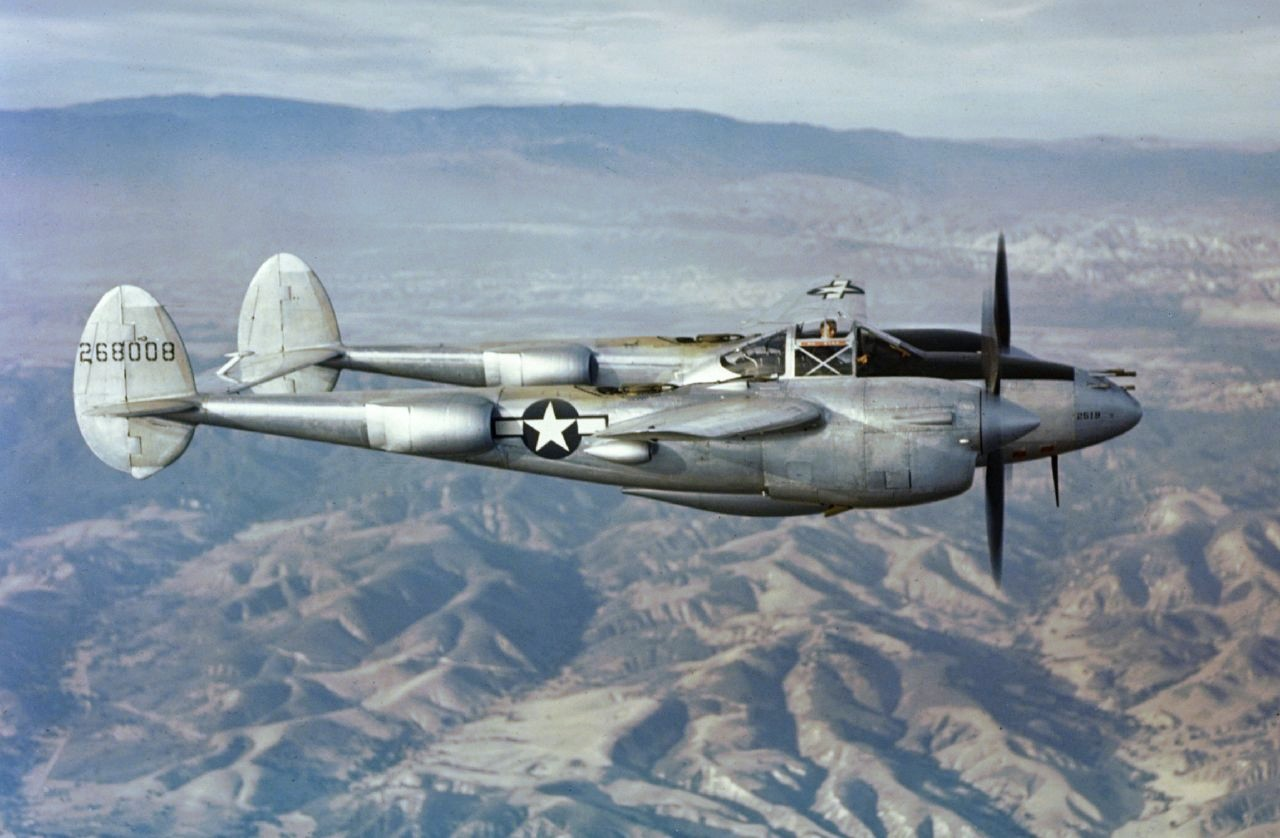
Un P-38 volant sobre Califòrnia

Degut principalment a la necessitat d'utilitzar dos motors per obtenir la potència necessària per arribar a les prestacions sol·licitades, i que aquests motors eren molt voluminosos i a més també ho eren els compressors de sobrealimentació, es va decidir que estigués formats per dos cossos de fuselatge. De bon principi els motors, actuaven sobre l'hèlix a través de reductors per aconseguir la inversió de gir de les hèlixs, i això era el que provocava la poca estabilitat de l'aparell. Les hèlixs eren de tres pales de velocitat constant de la marca Curtiss de 3,505 m de diàmetre, amb sistema de posada en bandera.
El P-38 va ser un dels primers caces en utilitzar un tren d'aterratge de tricicle avançat i retràctil cap endarrere. El tren era d'actuació hidràulica, les rodes de gran diàmetre, 0,686 metres l'anterior i 0,914 metres les posteriors, que s'encabien a la góndola de la cabina, darrere l'armament del morro, i darrere dels motors, amb portes d'accionament automàtic, quedant completament carenades quan restava plegat.
Les ales, de planta marcadament cònica, i amb gran diedre estaven constituïdes per cinc seccions, és a dir, la part central que incloïa la góndola central de la cabina, dues parts exteriors, a partir del cos del motor, i dues puntes exteriors. Estaven construïdes per dos llarguers metàl·lics que suportaven les costelles, i tot axó recobert de xapa metàl·lica llisa amb reblons allisats. Incorporaven flaps en cinc seccions amb lliscament Fowler i tant els flaps com els alerons eren de comandament hidràulic, de manera que el seu maneig, només representava una cinquena part d'esforç.
La góndola de la cabina a la part central de les ales, presentava un gran perfil aerodinàmic, i la cabina tenia el parabrisa de vidre antibales. Aquesta góndola, contenia la cabina de pilotatge amb equip de ràdio. L'armament estava format per 2 metralladores Browning M2 de 12,7 mm (calibre .50), amb 200 cartutxos, 2 metralladores Browning de 7,62 mm, amb 500 cartutxos i un canó Colt de 37 mm, que posteriorment seria substituït per un HS-404 de 20 mm de 150 cartutxos. En versions posteriors va haver-hi més modificacions per encabir un altre tripulant per altres missions.
Un altre aspecte curiós del cockpit era el seu sistema de tancament, en què la cabina es tanca per sobre del sostre (no lliscant com és habitual) i les finestres pugen fins aquest sostre. També cal destacar que la tradicional palanca de comandament tipus joystick, estava substituïda per una palanca i un semimanillar amb tots els comandaments dels motors i les hèlixs sobre la mà esquerra, mentre que a la dreta quedava una palanca amb diverses aixetes per al comandament d'emergència dels sistemes hidràulics.
En l'apartat de la motorització, a les primeres unitats, portava dos motors Allisson V-1710 de 12 cilindres en V dotats de sobrealimentació General Electric de 1.000 CV per a ser substituïts, a les últimes versions, per dos Allison turbo de 2.850 CV. Tota la construcció de l'aparell era metàl·lica amb profusió de l'acer inoxidable, i notable presència de les estructures monocasc com la mateixa góndola central, i els dos cossos del fuselatge.

## Especificacions P-38 J

Esquema del Lockheed P-38 Lightning

Dades obtingudes del llibre Lockheed P-38 Ligthning Pilot's Flight Manual.
Característiques generals
- Longitud: 11,53 m
- Envergadura: 15,85 m
- Alçada:
- Superfície de l'ala 30,43 m²
- Perfil: NACA 23016 / NACA 4412
- Pes buit: 5.800 kg
- Pes màxim d'enlairament: 9.798 kg
- Motors: 2×  Allison V-1710-111/113 amb sobrealimentació, refrigeració amb líquid i 12 cilindres en V , 1.725 c.v. a 3.000 rpm   cada un

 Rendiment 
- Velocitat màxima: 719 km/h a 8.500 m
- Abast: 2.100 km en combat / 3.640 km
- Sostre de servei: 13.400 m
- Ràtio d'ascens: 24,1 m/s
- Càrrega alar: 260,9 kg/m²
- Potència/pes: 0,27 kW/kg

Armament

1 Canó automàtic de calibre 20 mm HS-404 amb 150 cartutxos
4 Metralladores de calibre 12,7 mm Browning MG53-2 amb 500 cartutxos cadascuna
4 Jocs de tres tubs llançadors de coets M10 de 112 mm

## Variants
- Model 22 XP-38

Prototip per dur a terme les primeres proves, molt problemàtic. Només un aparell.
- YP-38

13 aparells de prova per a l'Exèrcit dels Estats Units d'Amèrica. Un destruït en proves de resistència estructural.
- P-38

30 aparells de producció inicial, primers aparells utilitzats com entrenadors i aparells de prova.
- XP-38A

1 aparell de prova per a la cabina pressuritzada.
- P-38D

36 Aparells construïts amb dipòsits auto-segellant i parabrises blindat. Primer model plenament de combat. Els models B i C no es van construir mai.
- P-38E

210 aparells amb armament revisat. El primer aparell va sortir de fàbrica en octubre de 1941.
- F-4

Més de 100 aparells de reconeixement fotogràfic, basats en el model P-38E. Bàsicament es substituïa el armament per 4 càmeres de fotos.
- Model 322B/F

3 aparells entregats a la RAF amb motors girant en el mateix sentit, i sense sobrealimentació. Formaven part dels 667 comandats per França i Anglaterra, que més tard foren rebutjats.
- RP-322

147 aparells, que formaven part de la comanda anterior, que va ser rebutjada, i que finalment van ser utilitzats com entrenadors avançats.
- P-38F

527 aparells completament operatius.
- F-4A

20 aparells de reconeixement fotogràfic, basats en el P-38F.
- P-38G

1.082 aparells de principis de 1943, amb motors més potents de 1.400 CV, i millores d'armament referents al maneig de bombes.
- F-5A

180 aparells de reconeixement fotogràfic, basats en el P-38G.
- XF-5D

1 aparell remodelat del Tipus F-5A
- P-38H

601 aparells amb sistema automàtic de refrigeració, millora del P-38G.
- F-5C

123 aparells de reconeixement fotogràfic, basats en el P-38H.
- P-38J

2.970 aparells amb nous sistemes de refrigeració i elèctrics. Introduït en 1943
- F-5B

200 aparells de reconeixement fotogràfic, basats en el P-38J.
- F5-E

605 aparells de reconeixement fotogràfic, procedents de la conversió de models P-38J/L.
- P-38K

1 aparell amb noves paletes d'hèlix i motors més potents.
- P-38L-LO

3.810 aparells amb nou model de motors Allison i nou sistema de coets (Llançador en “arbre”). Entrats en acció en juny de 1944.
- P-38L-VN

113 aparells del model P-38L muntats per Vultee Aircraft de Nashville (Tennessee).
- F-5F

? aparells de reconeixement fotogràfic, basats en el P-38L.
- P-38M

75 aparells condicionats com a caces nocturns, amb dos tripulants, en el que l'operador de radar, anava assegut darrera del pilot i d'esquena a ell. L'antena del radar anava sota de les armes en una cúpula que sobresortia una mica.
- F-5G

? aparells de reconeixement fotogràfic.
A més de les variants especificades, en un cert nombre d'aparells, es va substituir l'armament, per una cúpula transparent, on anava acomodat un tripulant amb un visor de bombardeig, que comandava el llançament de les bombes a tot el grup que l'acompanyava (només hi anava un aparell per grup). Amb aquest sistema s'aconseguien bombardejos de gran precisió.

## Teatre d'operacions

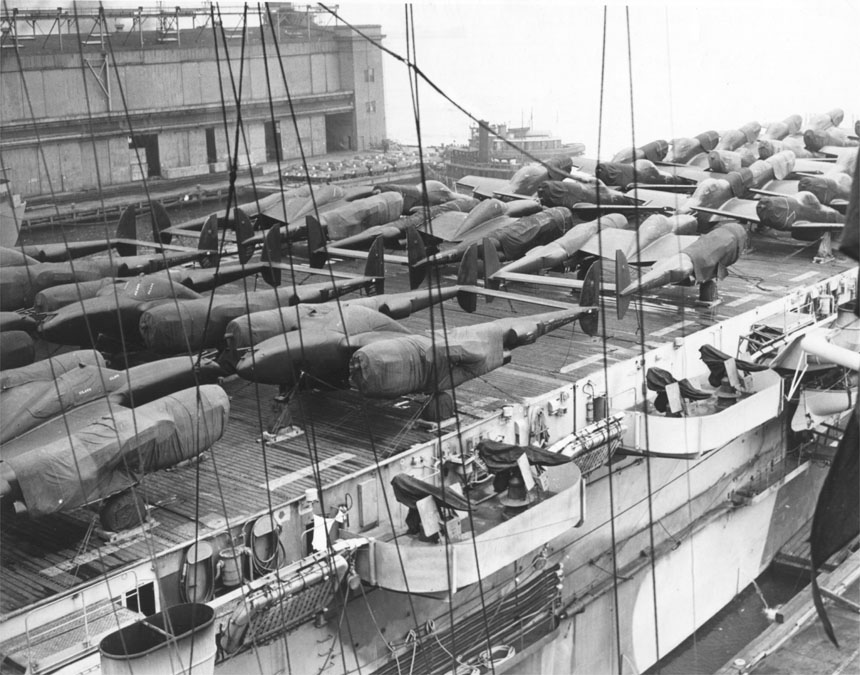
Fuselatges de Lockheed P-38 Lightnings i North American P-51 Mustang en coberta d'un vaixell de la US Navy, a punt de fer el trasllat cap Europa des de Nova York.

El primer a rebre el P-38 per al combat, va ser el 14 Pursuit Group a San Diego (Califòrnia) per defensar la costa oest, dos dies després de l'atac a Pearl Harbor. Aquesta primera remesa estava composta per avions del model P-38D i P-38E, alguns dels quals encara no portaven muntat el canó.

### Front europeu
La primera missió, va tindre lloc, sobre territori ocupat per Alemanya el 28 d'agost de 1941. En aquests primers combats amb els Focke-Wulf Fw 190, els P-38 no van sortir gaire ben parats, ja que els pilots americans no tenien prou dominat el maneig de l'avió, i els mancava experiència en combat real, per això els acompanyaven caces amb més bagatge en combat com els Curtiss P-40 Warhawk
Després de la batalla de Midway, els Estats Units van començar a desplaçar unitats cap al front europeu, com a part de l'Operació Bolero i el 14 d'agost de 1942, van abatre el primer avió alemany, un bombarder Focke-Wulf Fw 200 Condor damunt de l'Atlàntic.
A Itàlia es van assignar al Grup 15 de la Air Force, amb la missió principal d'escorta als bombarders Boeing B-17 Flying Fortress, que, d'entre altres missions, va bombardejar la refineria Ploesti, a Romania.
També cal destacar l'actuació al nord d'Àfrica on, després de diverses sortides de bombardeig, el 5 d'abril de 1943, 26 P-38F del 82e esquadró van reclamar 31 victòries, ajudant a establir la superioritat aèria i guanyant-se el sobrenom per part dels alemanys de "der Gabelschwanzteufel" (el dimoni amb cua de forquilla, o dimoni de dues cues). També és en aquest front on van patir majors pèrdues a mans d'asos alemanys com Franz Schiess amb 67 victòries o Kurt Bühligen amb un total de 112 victòries.

### Front del Pacífic

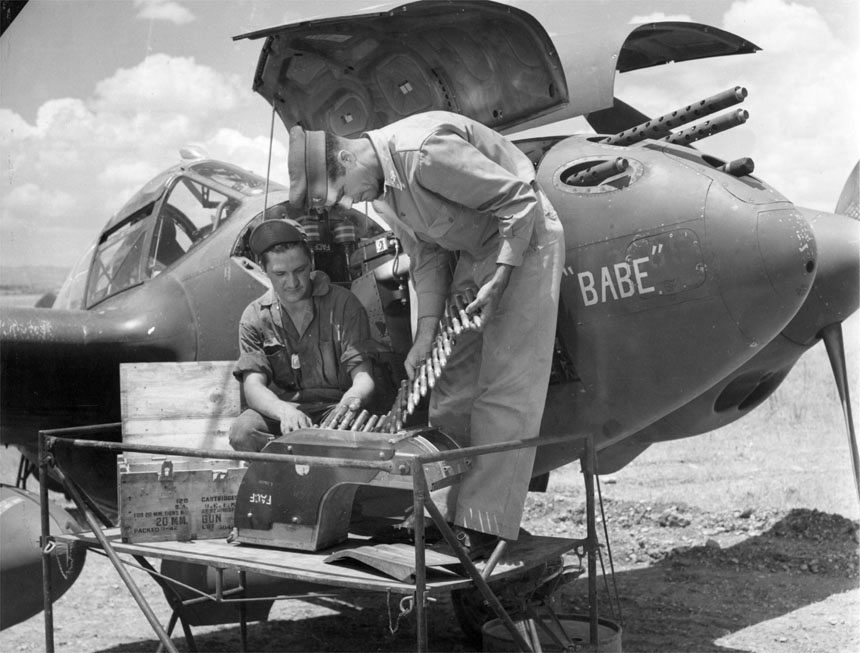
Un pilot i un artiller aeri inspeccionen la munició del canó central de 20 m/m.

De fet, és en aquest front on es va estrenar el P-38, ja que va començar amb el model F-4 al servei de la Royal Australian Air Force el 4 d'abril de 1942. Posteriorment va passar a prestar serveis a les Illes Aleutianes, Alaska, on el llarg abast d'aquest avió, (2.000 km) va fer possible comprovar les condicions de combat. Molts avions es van perdre en aquest període per causes alienes a la guerra, de fet molts es perdien per descuit i anaven directes a l'aigua. No obstant axó, el 9 d'agost de 1942, dos avions P-38E del grup 343, després d'una missió de 1.609 km, van topar-se amb una parella d'hidroavions Kawanishi H6K "Mavis", i els van destruir, de fet són els primers avions japonesos abatuts pels Ligthnings.
El P-38, va ser molt usat en el front del Pacífic, en molts diferents papers, sobretot com a escorta de bombarders a gran altitud (entre 5.500-7.600 m). El P-38 té acreditats el més alt nombre d'avions japonesos destruïts, més que cap altre model d'avió de la USAAF. La congelació dels cockpits, no presentava cap problema a baixa altitud en els tròpics. De fet, només calia no obrir les finestres en vol, perquè això causava grans turbulències que repercutien en la cua de l'avió, com que tenien molta calor, els pilots que havien de volar a baixa altitud, volaven en pantaló curt i sabatilles de tennis i el paracaigudes. Encara que el P-38 tenia un radi de gir més obert que el Mitsubishi A6M Zero i molts altres caces japonesos, era superior en velocitat, i tenia més alta capacitat de grimpatge, el que el feia superior en maniobres d'evasió, i d'atac. Axó era possible perquè, en els avions japonesos, l'armament era inferior al dels alemanys. Un altre dels avantatges era la concentració de foc, cosa que permetia atacar l'objectiu des de qualsevol distància. És irònic que el major “as” de l'aviació americà d'aquell temps, Dick Bong, amb 40 victòries pilotant un P-38, volés directament sobre els seus objectius, per assegurar-se que els havia abatut de tal manera que moltes vegades xocava amb les restes del blanc.
Una de les gestes més representatives del P-38 fou, el 18 d'abril de 1943, quan 16 P-38G, van interceptar i abatre de l'avió on viatjava l'Almirall de la flota japonesa Isoroku Yamamoto, l'arquitecte de les operacions navals japoneses, incloent-hi l'atac a Pearl Harbor. Quan els criptògrafs americans van tindre la certesa que volaria a l'Illa de Bougainville per realitzar una inspecció del front. Aquests avions van ser enviats a una missió d'alt abast, volant 700 km des de Guadalcanal, a una alçada de 3–15 m sobre el oceà, per evitar la seva detecció. Els Lightnings van atacar els avions de Yamamoto, dos bombarders ràpids Mitsubishi G4M Betty i 6 escortes de Zeros just a la seva arribada. El primer Betty es va estavellar a la jungla, mentre que el segon tocant a la costa. Dos Zeros van ser reclamats per els avions americans, mentre que, per part americana, només es va perdre un avió. Els japonesos van cercar el cos de Yamamoto a la jungla l'endemà. Els P-38 també van ser els primers avions a prendre terra en sòl japonès.

### Després de la guerra
Una vegada acabada la guerra la USAAF es va trobar amb milers d'avions que havien quedat desfasats amb l'era dels jets. El darrer P-38 en servei amb la USAAF va ser retirat el juliol de 1949.
100 d'aquests aparells, dels models P-38L i F-5, foren adquirits per la Força Aèria d'Itàlia i van ser lliurats el 1951, servint bàsicament al Stormo 3 i 4 com aparells d'observació sobre els Balcans, i altres missions de superioritat aèria. Aquests aparells per manca de costum i per l'antiguitat dels motors, van patir diversos accidents, i finalment van ser retirats del servei en 1956.
12 aparells foren venuts a Hondures, i altres 6 F-5 i dos P-38 van prestar servei a la base de San Isidro de les Forces Aèries de la República Dominicana en 1947. Molts dels aparells que estaven en territori continental, després de la guerra, foren desballestats, i alguns venuts a un preu simbòlic, els que estaven a altres demarcacions, simplement van ser abandonats.

## Sobrevivents
Hi ha una llarga llista d'aparells sobrevivents als Estats Units, tant restaurats en condicions de vol, com en procés de restauració i en exposició. Entre els que estan en condicions de vol, hi ha 12 aparells a l'Air Museum de Chino Califòrnia i 6 més estan en exposició, en museus com el Smithsonian National Air and Space Museum. A més a més a desembre de 2011, 5 més es troben en procés de restauració, concretament dos aparells són del Flying Heritage Collection de Washington.

## Cultura popular

### Cinema i televisió
Existeixen diversos documents filmats que fan referència al P-38, entre ells cal destacar:
- A Guy Named Joe (1943) Un noi anomenat Joe en la que Spencer Tracy feia regressions com un esperit guia que cercava al jove pilot de P-38 interpretat per Van Johnson.
- Flight Characteristics of the Lockheed P-38 Lightning (1943, amb color, 34:00). És un documental en què es mostra als millors pilots de prova de Lockheed durant la Segona Guerra Mundial executant maniobres que aconseguissin assegurar millor l'entrenament.
- Yamamoto shot down! (1944, en blanc i negre, 4:00) En la que es mostra l'Esquadró de P-38 que va abatre l'avió de l'Admirall Yamamoto en la increïble interceptació de llarga distància al Pacífic. El film inclou un P-38 equipat amb càmera amb què es mostra el bombarder Betty del Almirall caure en flames.
- Dick Bong: Pacific Ace (1944, en blanc i negre, 4:00) És un curt documental que rendeix tribut a Richard I.Bong, l'as Nord-americà de P-38 durant la Segona Guerra Mundial.
- P-38 Reconnaissance Pilot (1944, en blanc i negre, 29:00) Protagonitzada per William Holden com el Tinent “Packy” Cummings, en la que es mostra que la feina dels pilots de reconeixement era una de les més arriscades, i un dels treballs de més alt impacte durant la guerra.
- Angel in Overalls (1945, en blanc i negre, 15:00) Aquesta pel·lícula fou desenvolupada per mostrar als treballadors de la línia productiva del Lockheed P-38 als Estats Units, desenvolupant una gran quantitat de tasques.
- Aces Iron Eagle III (1992) En aquesta pel·lícula, el protagonista utilitza un P-38 restaurat per exhibicions aèries. El mateix avió abat al final de la pel·lícula un Messerschmit Me 263.

### Videojocs
En els simuladors de vol existeixen una o més variants del Lockheed P-38 Lightning, com el simulador de vol de codi obert FlightGear, així com en el sector comercial.

## Avions similars
Si bé no van abundar els avions de dues cues, sí que hi va haver alguns avions similars. Es poden destacar:
- De Havilland Mosquito
- De Havilland Hornet
- Grumman F7F Tigercat
- Focke-Wulf Fw 189
- Focke-Wulf Fw 187
- Fokker G. I
- Hughes D-2
- Hughes XF-11
- Messerschmitt Bf 110
- Messerschmitt Me 410
- Mitsubishi Ki-83
- North American F-82 "Twin Mustang"
- Northrop P-61 Black Widow
- Westland Whirlwind
- Westland Welkin